# Chiyan Wong
Chiyan Wong (chinesisch 王致仁; * 13. November 1988 in Hongkong) ist ein chinesischer Pianist.

## Leben
Im Alter von sechs Jahren begann Wong in seiner Heimatstadt mit dem Klavierunterricht. Schon fünf Jahre später hatte er mehrere Preise beim Hongkong Schools Music Festival gewonnen. Im Jahr 2000 bekam er ein Stipendium an der freien Chetham’s School of Music in Manchester bei der britischen Konzertpianistin und Lehrerin Norma Fisher. Noch im selben Jahr hatte er sein Debüt als Solist in Litauen.
Im Jahr 2004 gewann er als 16-Jähriger den zweiten Preis, den Publikumspreis und den Preis der Presse beim International Competition for Young Musicians in Enschede (Niederlande). Noch im selben Jahr folgte er einer Einladung, vor Mitgliedern der niederländischen Königsfamilie zu spielen.
Ein Jahr später (2005) gewann Wong einen Preis beim International Competition for Young Pianists in memory of Vladimir Horowitz in Kiew (Ukraine). Ebenfalls 2005 trat er als Solist mit dem Chetham’s Symphony Orchestra unter dem Dirigat von Garry Walker auf. Außerdem gewann er im selben Jahr noch den Junior Award der Hattori Foundation in London.
Im folgenden Jahr (2006) erhielt Wong den Entrance Award für das Royal Northern College of Music in Manchester, um sein Studium bei Norma Fisher fortzusetzen. 2007 erhielt er den Bernard Van Zuiden Music Prize des Hong Kong Philharmonic Orchestra und war im selben Jahr Finalist in der International Anton G. Rubinstein Piano Competition in Dresden.
Neben seiner künstlerischen Tätigkeit begann Wong, als Fachautor über Musik und Kunst zu schreiben. So schrieb er, beeinflusst durch Ferruccio Busoni und Wassily Kandinsky, seinen ersten größeren Artikel In a State of Art, der im Herbst 2009 von der European Piano Teachers’ Association veröffentlicht wurde. Anfang 2009 spielte er als Solist beim Hong Kong Arts Festival.
Im Jahr 2012 lebte Wong in London, wo er auf Empfehlung des britischen Pianisten Stephen Hough als Stipendiat an der Royal Academy of Music bei Christopher Elton studierte. Neben seinem Klavierstudium und seiner Laufbahn als Pianist, die ihn bereits in mehrere Länder Europas geführt hat, absolvierte er noch zusätzlich eine Ausbildung zum Dirigenten.
Ende 2011 gewann er in London die Jaques Samuel Intercollegiate Piano Competition und 2012 gab er – dies ist Bestandteil des Preises – Konzerte mit dem London Festival Orchestra in der Londoner Cadogan Hall, im Juni in der Fazioli Concert Hall in Sacile (Italien) und im Dezember 2012 in der Londoner Wigmore Hall.
Sein Programm bei Soloauftritten sind bevorzugt die Kreisleriana von Robert Schumann sowie die Klaviersonate h-Moll und eine eigene Paraphrase der Héxameron Variationen von Franz Liszt, aber auch Werke von Johann Sebastian Bach, Ludwig van Beethoven und Ferruccio Busoni.

## Diskografie
- Liszt Transfigured. Operatic Fantasies for Piano. Label: Linn 2017